# Paul Delefortrie
Paul Delefortrie né le 10 avril 1843 à Tourcoing et décédé le 4 septembre 1910 à Amiens, est un architecte français.

## Biographie
Paul Delefortrie travaillait avec son père Victor Delefortrie à Amiens. Ils ont ensemble signé un grand nombre de constructions. Ils contribuèrent grandement par l'importance de leur production à l'essor de l'architecture néo-gothique dans le département de la Somme durant la seconde moitié du XIXe siècle.
Paul et Victor Delefortrie devinrent membre de la Société des Architectes du Nord en 1884. Paul Delefortrie fut le président de l'association en 1889.
Il fut également l'architecte attitré de la famille Grimaldi et restaura son château de Marchais dans l'Aisne, puis construisit le Musée océanographique de Monaco.
Il devint Chevalier de la Légion d’Honneur en 1910.
Un grand nombre de plans dessinés par Victor et Paul Delefortrie sont conservés aux Archives départementales de la Somme. Il s'agit d'un fonds important et remarquable pour la connaissance de l'architecture en Picardie au XIXe siècle.

## Réalisations notables de Paul Delefortrie
Pour les réalisations cosignées avec son père, allez sur la page Victor Delefortrie.
- 1867-1875 Clocher de l'église Saint-Aignan de Grivesnes
- 1877 Église Saint Nicolas de Vauchelles-lès-Domart
- 1880-1883 Mairie-école de Beaucourt-sur-l'Hallue[2]
- 1880-1886 Château de la Navette à Flixecourt,
- 1885 Château de La Chapelle-sous-Poix
- 1887-1889 Église Saint-Rémi d'Amiens  Inscrit MH[3]
- 1888 Château de Guignemicourt
- 1895-1897 Église de l'Assomption-de-la-Sainte-Vierge Meigneux
- 1898 Église Saint-Martin d'Ailly-sur-Noye
- 1899-1910 Musée océanographique de Monaco
- 1902 Balustre de l'Église Saint-Médard de Domart-en-Ponthieu
- 1909 fin de la construction de l'Église Saint-Quentin de Fressenneville
- Château des Marronniers à  Baizieux,

## Galerie

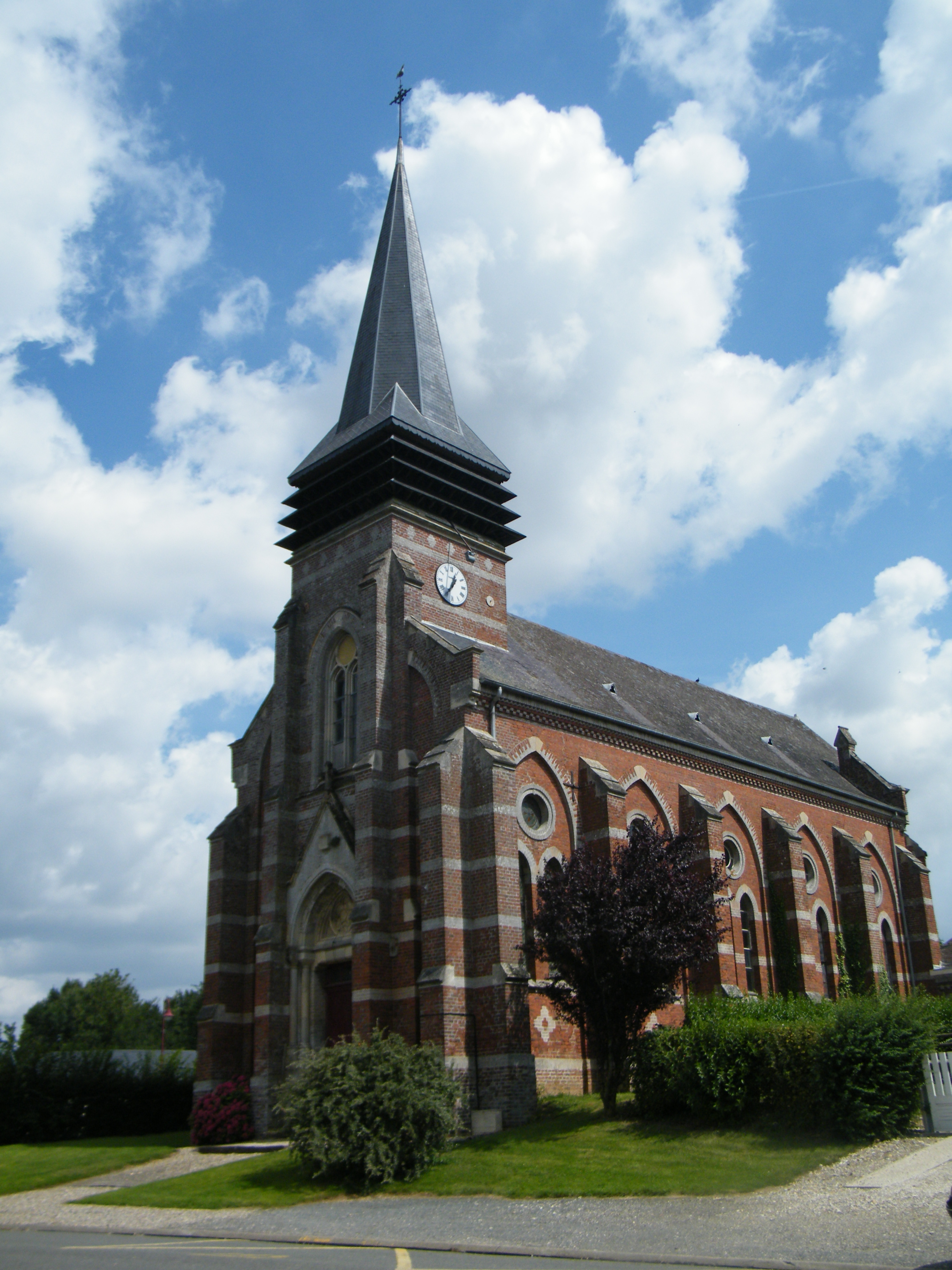
L'église de l'Assomption-de-la-Sainte-Vierge, Meigneux.
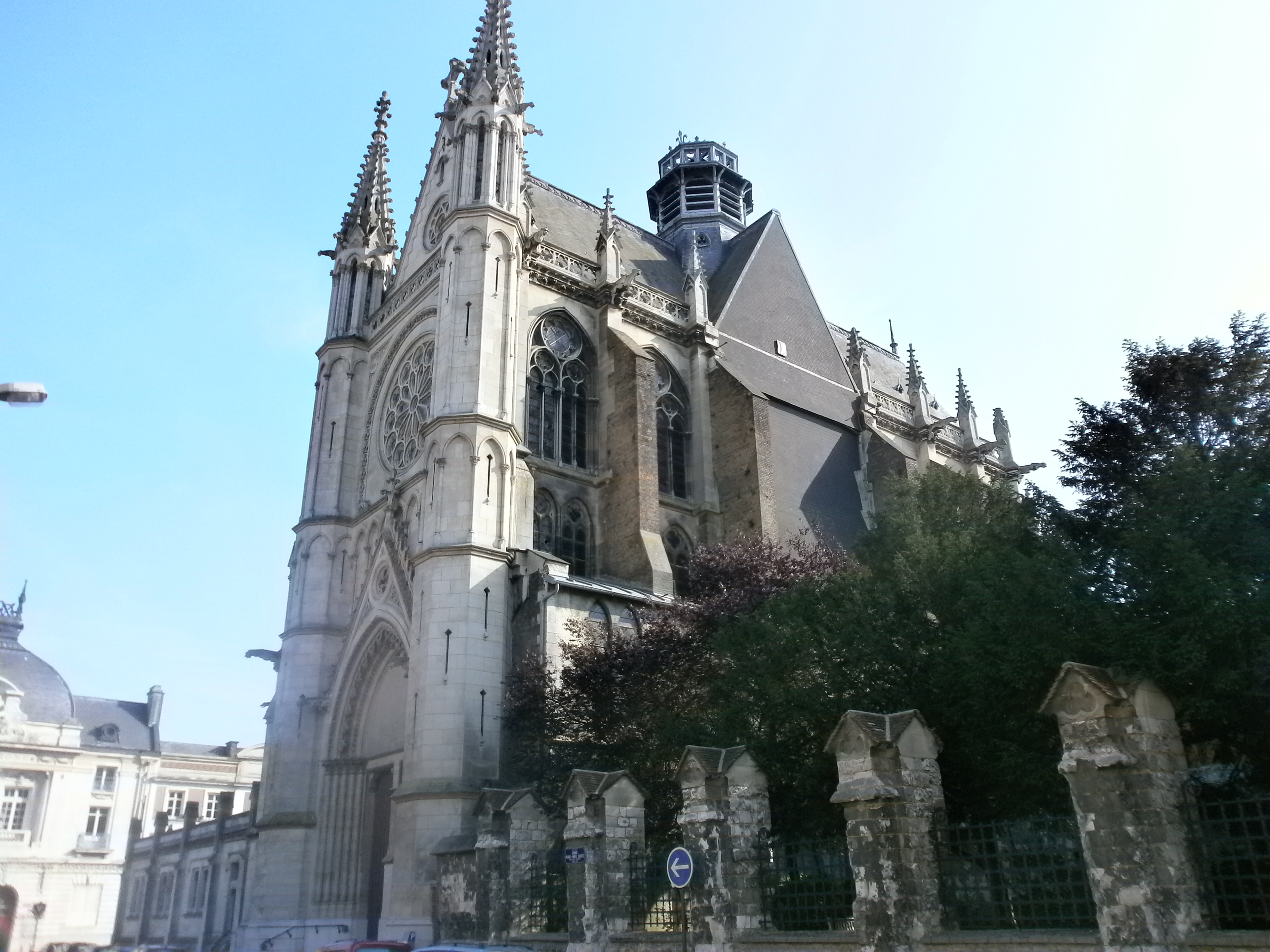
Église Saint-Rémi d'Amiens.
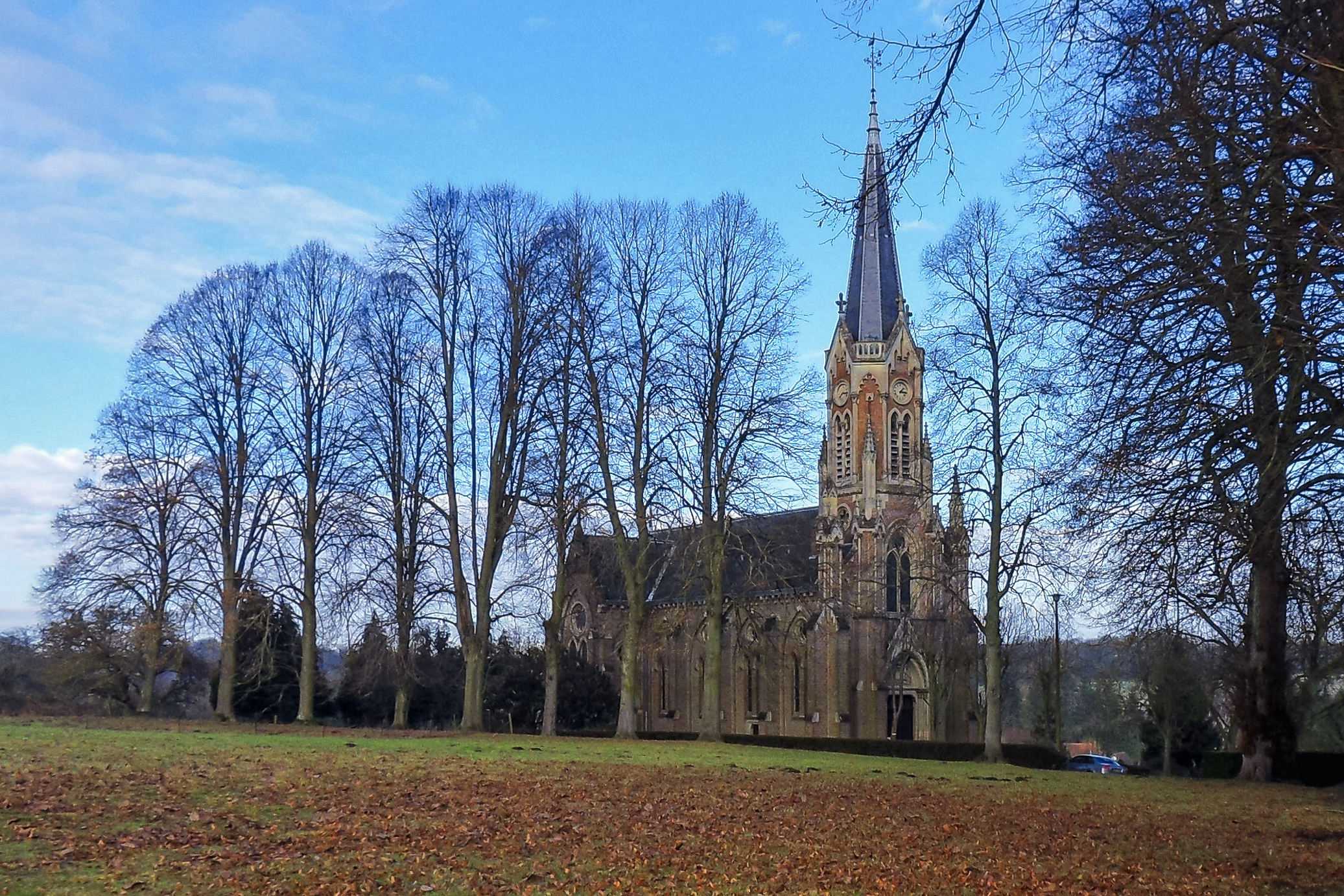
Église Saint-Nicolas, Vauchelles-lès-Domart.
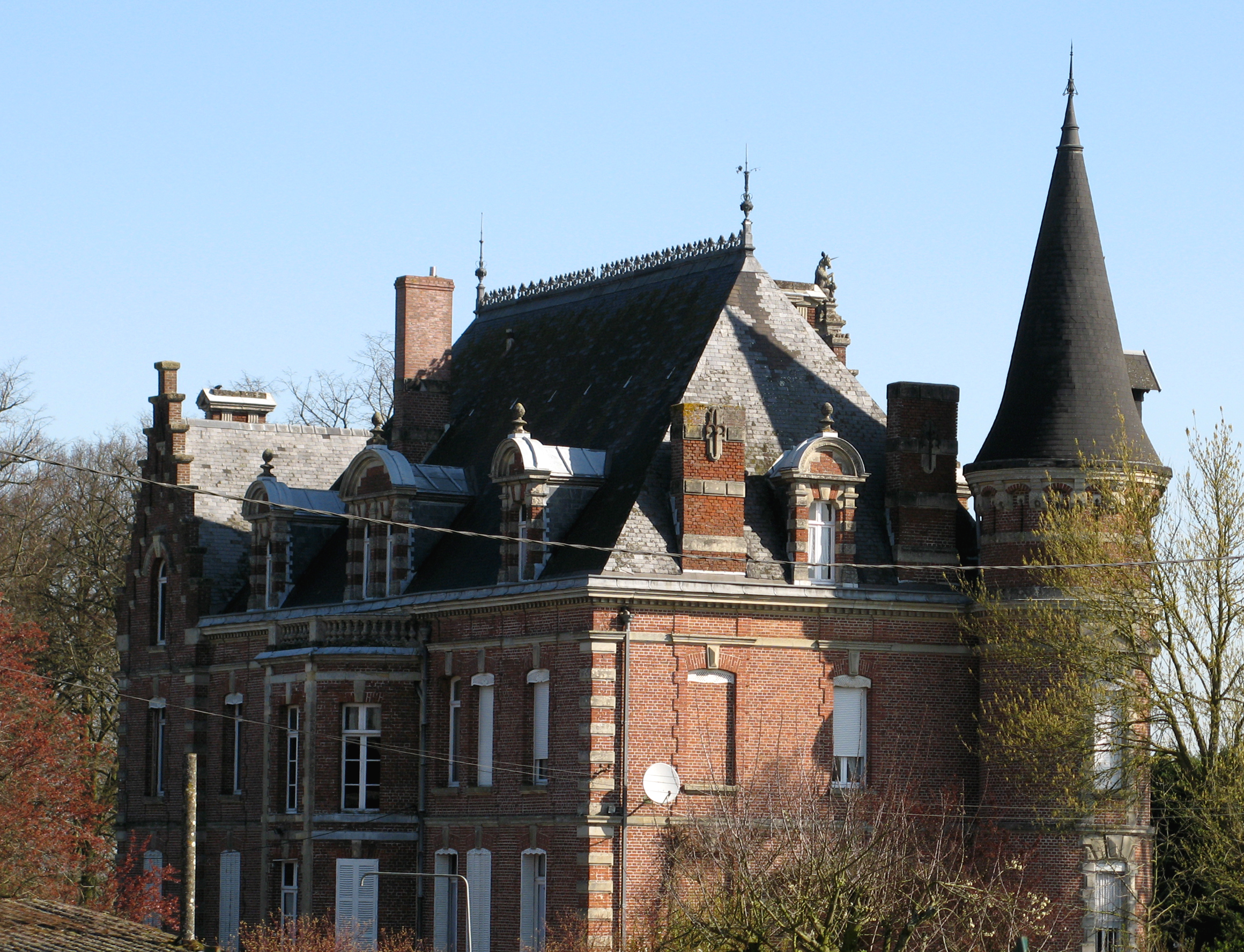
Château des Marronniers, Baizieux.
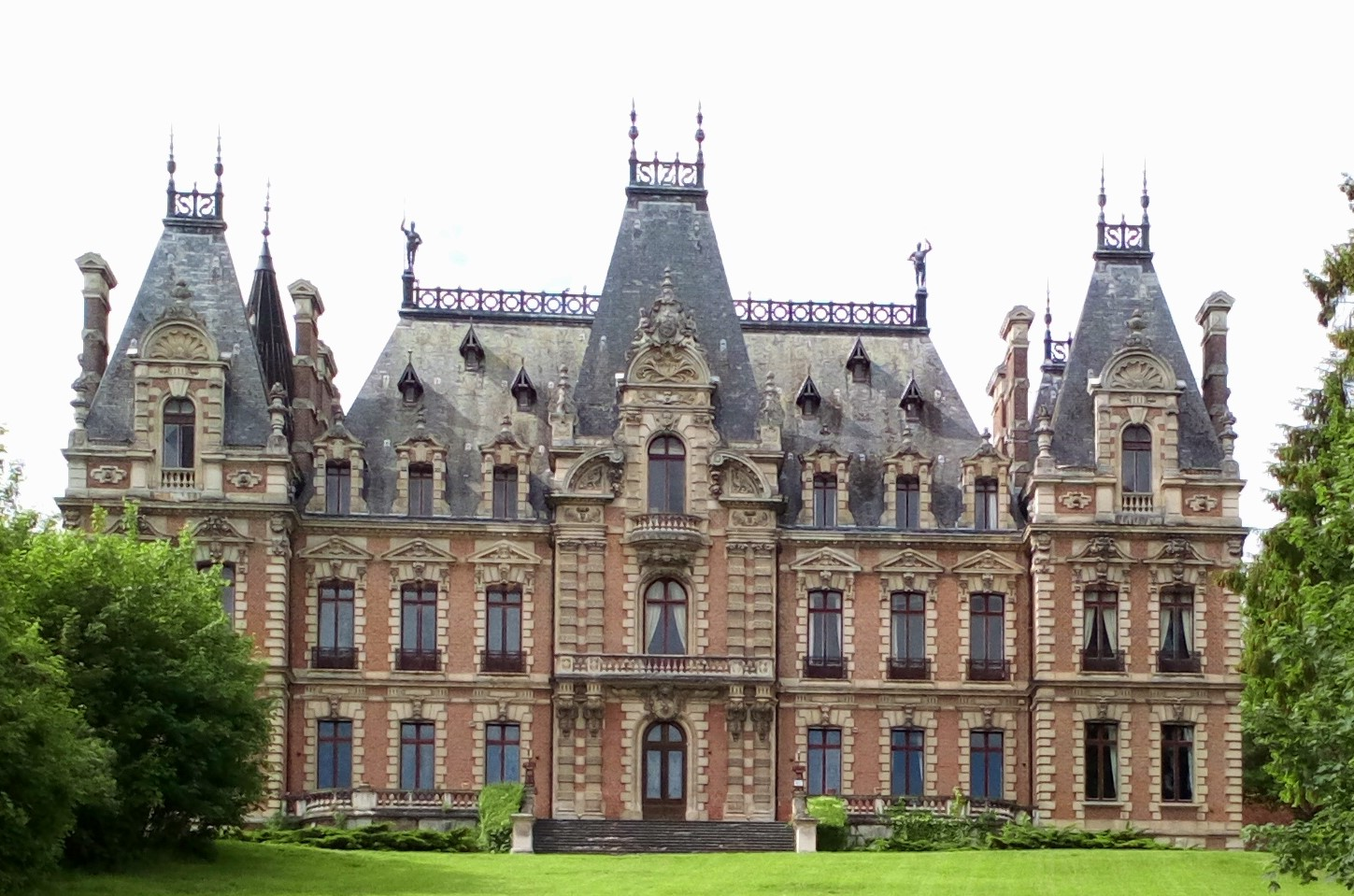
Flixecourt, Château de la Navette.
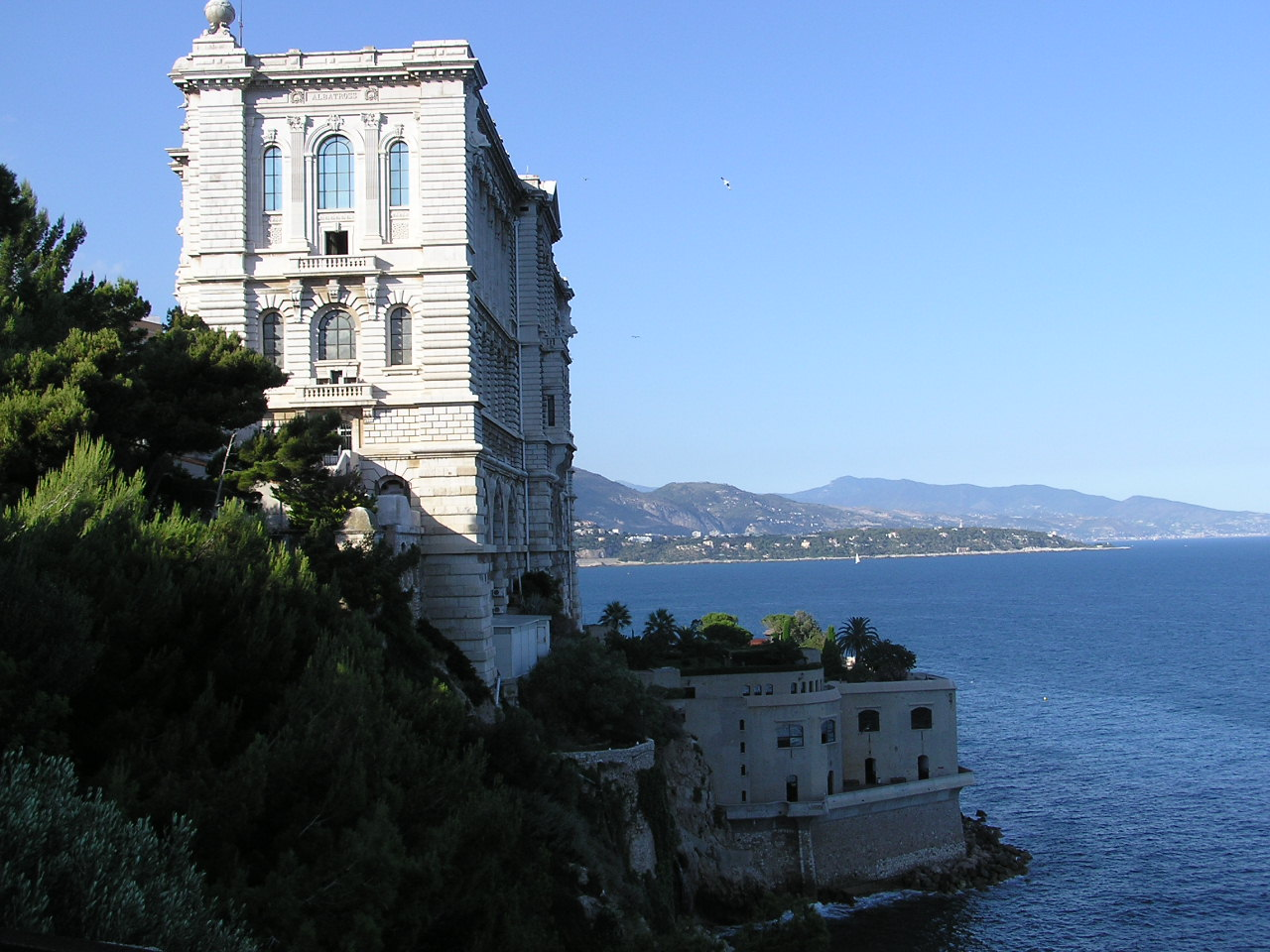
Musée océanographique de Monaco.